# 少年としての洗礼者聖ヨハネ (アンドレア・デル・サルト)
『少年としての洗礼者聖ヨハネ』（しょうねんとしてのせんれいしゃせいヨハネ、伊: San Giovannino）は、イタリアの盛期ルネサンスの巨匠、アンドレア・デル・サルトが1525年頃に洗礼者ヨハネを少年の姿で描いた板上の油彩画である。現在、フィレンツェのパラティーナ美術館に所蔵されている。
ヴァザーリの『画家・彫刻家・建築家列伝』は、アンドレア・デル・サルトによる二点の、少年としての半身像を表している『洗礼者聖ヨハネ』に言及している。本作は、ジョヴァン・マリア・ベニンテンディのために制作された二点のうちの最初の作品である  。二点目はフランスの王付き侍従長のために制作されたが、後にオッタヴィアーノ・デ・メディチに売却された。現在ウースター美術館にある作品が、この二点目に当たる可能性がある。
パラティーナ美術館の作品は、ベニンテンディ宮殿の控えの間の装飾において中心的な作品であった。控えの間の他の作品は、ポントルモの『東方三博士の礼拝』（パラティーナ美術館）、フランチャビージオの『バトシェバの水浴』（ドレスデンのアルテ・マイスター絵画館）、バッキアッカの『死んだ王の息子の伝説』（ドレスデンのアルテ・マイスター絵画館）と『キリストの洗礼』（ベルリン絵画館）であった。
本作は後にジョヴァンニ・マリア・ベニンテンディによってコジモ1世に譲渡された。作品は寄贈者の名前とともに、1553年にグアルダローバ・メディチェーアに掛けられていると記録されている。1589年のメディチ家の目録に現れ、少なくとも1828年から、そしておそらくそれ以前からパラティーナ美術館の「ユピテルの間」に飾られていた。